# 鲁道夫·乔佩雷纳
鲁道夫·乔佩雷纳（西班牙語：Rodolfo Choperena，1905年2月11日—1969年7月19日），墨西哥男子篮球运动员。他曾代表墨西哥获得1936年夏季奥运会篮球比赛男子铜牌。他于1969年在墨西哥城去世。